# Deleatur

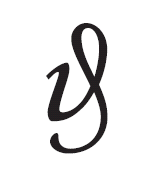
Korrekturzeichen Deleatur

Das Deleatur (von lat. deleatur ‚es möge beseitigt‘ oder ‚getilgt werden‘, Abk.: del.), auch Deleaturzeichen oder Tilgungszeichen, ist ein Korrekturzeichen. Es kennzeichnet diejenigen Teile eines Manuskripts, Typoskripts oder des Texts auf einer Druckfahne, die entfernt werden sollen. Dabei kann es sich um Buchstaben, Wörter, Sätze oder ganze Absätze handeln.
In den Korrekturvorschriften gemäß DIN 16511 (wiedergegeben am Anfang des Duden Band 1) ist das Deleaturzeichen (₰) als Tilgungszeichen normiert.
Das internationale Zeichenkodierungssystem Unicode enthält es mit dem Hexadezimalwert U+20B0.
Das Zeichen entspricht dem deutschen Pfennigzeichen. Wie bei diesem beruht es auf einem kleinen d in deutscher Kurrentschrift, mit einem Schwung nach unten, welcher bis zum Ende des 19. Jahrhunderts eine übliche Schreibweise für Abkürzungen war.

## Darstellung auf Computersystemen
| Zeichen | Unicode Position | Unicode Bezeichnung | Bezeichnung    | HTML hexadezimal | HTML dezimal | HTML benannt | Tastatureingabe mit Belegung E1 |
| ------- | ---------------- | ------------------- | -------------- | ---------------- | ------------ | ------------ | ------------------------------- |
| ₰       | U+20B0           | german penny sign   | Pfennigzeichen | &#x20B0;         | &#8368;      | –            | – %                             |